# Dasineura praecox
Dasineura praecox är en tvåvingeart som beskrevs av Gagne 1996. Dasineura praecox ingår i släktet Dasineura och familjen gallmyggor.
Artens utbredningsområde är Maryland. Inga underarter finns listade i Catalogue of Life.